# Allan Kaprow
Allan Kaprow, né le 13 août 1927 à Atlantic City dans le New Jersey et mort le 5 avril 2006 est un artiste américain. Il est considéré comme un des pères du Happening.

## Biographie
Allan Kaprow commence comme peintre lyrique abstrait. Ancien élève de Hans Hofmann, il suit les séminaires de John Cage à la New School for Social Research en 1956 et 1957. John Cage familiarise ses élèves avec la pensée de Marcel Duchamp, le bouddhisme zen, Antonin Artaud et Erik Satie.
Inspiré par ses maîtres (Cage et Duchamp) et par les diverses tendances de l'école de New York, Kaprow devient la tête de file de ceux qui rejettent toutes les idées reçues concernant l'art, au point d'effacer toutes les frontières entre art et non-art.
Il contribue avec d'autres (Jim Dine, Red Grooms, Claes Oldenburg et Robert Whitman) à créer le « happening » (ou action theater, terme inventé par lui). On peut dire aussi « événement multimédia ». Ce terme de « happening », littéralement « ce qui est en train de se produire », fut employé par l'artiste pour expliquer un rituel le mettant en scène et impliquant la participation du public. Le « happening » est l'héritier des provocations artistiques des artistes du dadaïsme et des expériences multidisciplinaires des artistes du surréalisme.
C'est en 1959 que Kaprow présente son premier happening abouti à la Reuben Gallery, le 18 Happenings in Six Parts. Il a d'abord fait des assemblages d'objets divers de dimensions réduites (on ne pouvait pas y pénétrer physiquement). Ensuite, il est passé aux environnements visuels en attirant l'attention sur des espaces et des objets concrets.
Kaprow écrit, en 1966, Assemblages, environnements et happenings, livre de référence sur le sujet et anthologie de happenings et d'événements réalisés par de nombreux artistes, dont Robert Rauschenberg, Jim Dine, Claes Oldenburg, le groupe Gutai ou Wolf Vostell.